# Steppa e boscaglie del Sahara settentrionale
La steppa e boscaglie del Sahara settentrionale è un'ecoregione dell'ecozona paleartica, definita dal WWF (codice ecoregione: PA1321), che costituisce la frontiera settentrionale e occidentale del Sahara.

## Territorio
È un'ecoregione di deserto che occupa 1.675.300 chilometri quadrati lungo il margine settentrionale e occidentale del Sahara. Comprende quasi l'intero Sahara Occidentale, il nord e l'ovest della Mauritania, il sud-est del Marocco, il centro dell'Algeria, il sud della Tunisia, il centro-nord della Libia e il nord dell'Egitto.
Pur essendo situata quasi sempre nell'entroterra, questa ecoregione può spingersi anche in zone costiere se le precipitazioni sono scarse. In Marocco, Algeria e Tunisia costituisce la fascia di transizione tra l'area mediterranea e il deserto vero e proprio.
Il clima è caldo e le precipitazioni scarse, in media tra i 50 e i 100 mm annui, che cadono generalmente tra ottobre e aprile; tuttavia, specialmente nel sud, accade di frequente che trascorrano interi anni senza che cada una sola goccia di pioggia. A causa delle temperature che raggiungono i 40-45 °C, il tasso di evaporazione è molto superiore a quello delle precipitazioni.
La regione è caratterizzata da vari sistemi geologici differenti: erg (sistemi di dune), reg (deserti pietrosi), uidian (letti di fiumi asciutti), fesh fesh (altopiani dal terreno non consolidato), dayas (depressioni relativamente umide, non salate) e montagne.

## Flora
Nelle depressioni e nelle aree interdunali crescono cespugli (Retama raetam, Ziziphus lotus, Genista saharae, Calligonum comosum) e alcuni alberi (Acacia raddiana, Acacia seyal, Pistacia atlantica, Tamarix aphylla, Calligonum azel, Calligonum arich). Nelle depressioni dei dayas e degli uidian, esistono endemismi come Panicum turgidum, Pituranthos sp., Neurada procumbens, Anastatica hyrochuntina o Astragalus gombo. Le hammada spesso presentano loro specie endemiche, come Pituranthos chloranthus, Helianthemum lippii, Gymnocarpos decander, Helianthemum kahiricum, Anabasis aretioides e Arthrophytum schmittianum.

## Fauna
L'ecoregione è caratterizzata da un numero di mammiferi endemici del Sahara che occupano areali molto localizzati nei sistemi di dune. La maggior parte di essi sono specie di piccole dimensioni, tra cui il gerboa tetradattilo (Allactaga tetradactyla), il gerbillo campestre (Gerbillus campestris), il gerbillo di James (G. jamesi), il gerbillo pallido (G. perpallidus), il gerbillo codacorta minore (G. simoni), il gerbillo delle sabbie (G. syrticus), il gerbillo dalla coda grassa (Pachyuromys duprasi) e il merione di Shaw (Meriones shawi). Altri mammiferi piuttosto numerosi sono il gundi comune (Ctenodactylus gundi) e il gundi del Sahara (Ctenodactylus vali). Tra gli ungulati diffusi nell'ecoregione vi sono la gazzella del deserto (Gazella dorcas), endemica del Sahara, la gazzella di Cuvier (Gazella cuvieri), endemica del Sahara settentrionale e dell'area del Maghreb, e la gazzella bianca (Gazella leptoceros).
Nonostante la diversità dei rettili sia relativamente elevata, il numero di specie endemiche è inferiore rispetto a quello riscontrabile nelle aree semidesertiche dell'Africa meridionale. Qui vivono solo due rettili presenti solamente qui (Agama mutabilis e Tropiocolotes nattereri). Tra i rettili più comuni figurano la vipera cornuta (Cerastes cerastes) e il varano del deserto (Varanus griseus). Naturalmente, data l'aridità della regione, gli anfibi sono molto scarsi e non vi sono specie di particolare interesse, fatta eccezione per Bufo brongersmai, confinato alle regioni costiere del Nordafrica.
In passato, la fauna di questa ecoregione era molto più ricca, in quanto comprendeva anche un certo numero di grandi mammiferi e uccelli che da allora sono scomparsi a causa dell'uomo. La gazzella del deserto era frequente nell'area fino agli anni cinquanta, ma attualmente è divenuta piuttosto rara. Inoltre, il cinghiale (Sus scrofa), che era solito vivere lungo gli uidian, e il ghepardo (Acinonyx jubatus hecki), ancora presente nella regione fino a 20 anni fa, sono probabilmente scomparsi dalla zona. Tra gli altri carnivori che sono notevolmente diminuiti di numero a partire dagli anni sessanta ricordiamo il fennec (Vulpes zerda) e la iena striata (Hyaena hyaena barbara). 
Con la diminuzione dei predatori, nelle annate favorevoli il numero dei roditori del deserto può aumentare a dismisura. Lo struzzo (Struthio camelus) era piuttosto comune nel Sahara settentrionale alla fine del XIX secolo, ma è scomparso dalla regione agli inizi del XX secolo. Le popolazioni di ubara africana (Chlamydotis undulata) e di otarda nubiana (Neotis nuba) sono divenute molto più rare nell'area nel corso degli ultimi decenni. La maggior parte di queste sparizioni è stata attribuita alla caccia da parte dell'uomo, ma nel corso degli ultimi millenni vi è stato anche un grande mutamento nella fauna dovuto all'inaridimento della regione. All'epoca dei romani molti dei grandi mammiferi afrotropicali ivi presenti (per esempio rinoceronti e giraffe) erano già scomparsi dalla zona, e il Sahara formava un'insormontabile barriera per la distribuzione di molte specie.

## Conservazione

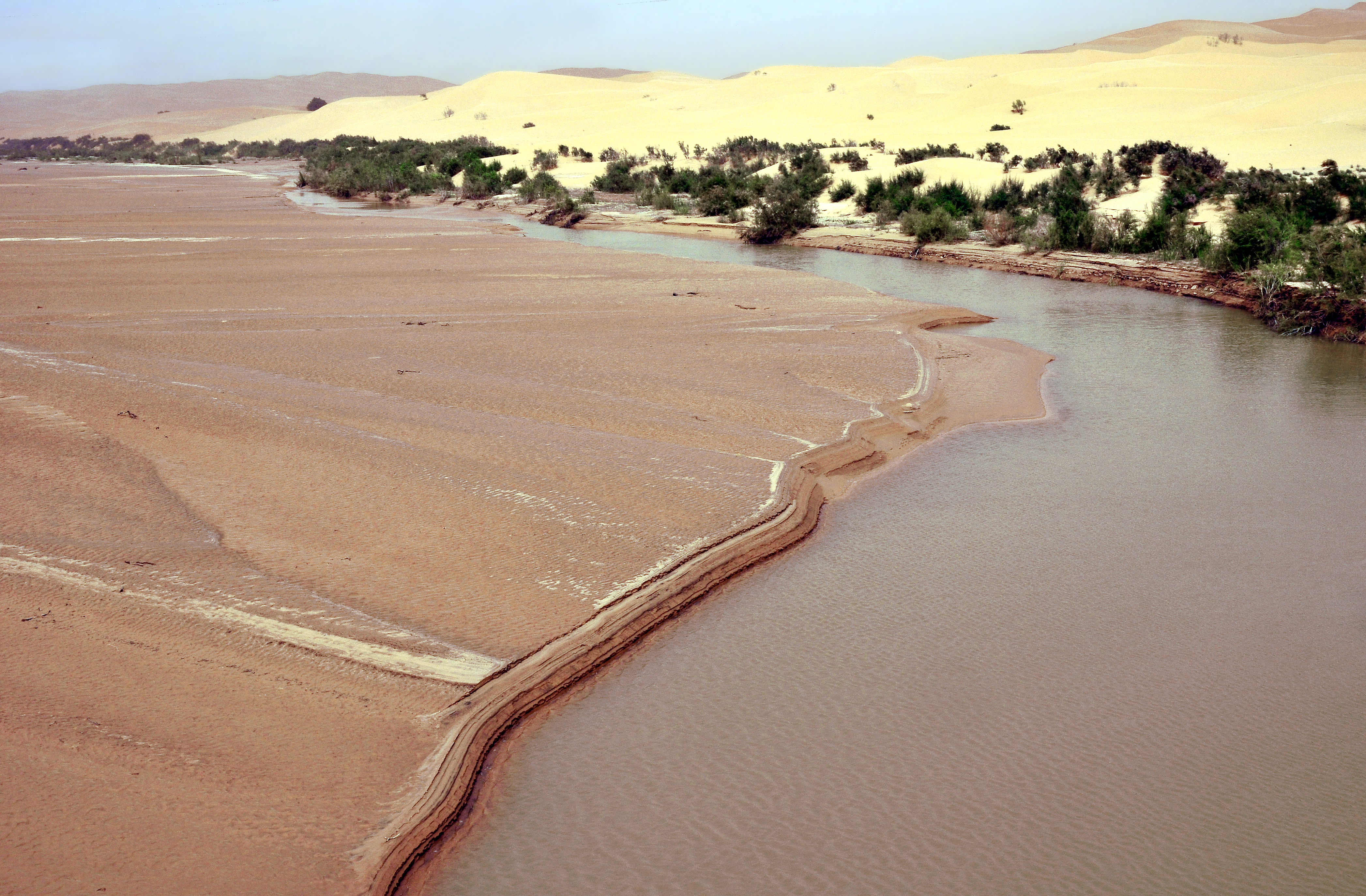
Il fiume Saura nella provincia di Béchar, Algeria

L'habitat rimane intatto in molte delle aree più secche, mentre quelle dove la vegetazione boschiva è più numerosa soffrono maggiormente a causa della raccolta di legna da ardere; inoltre, gli animali di maggiori dimensioni sono in pericolo di estinzione o già scomparsi.